# Okres Vranov nad Topľou
Der Okres Vranov nad Topľou ist eine Verwaltungseinheit im Osten der Slowakei mit 79.891 Einwohnern (2011) und einer Fläche von 769,5 km².
Historisch gesehen liegt der Bezirk zum größten Teil im ehemaligen Komitat Semplin, ein kleiner Teil mit dem Ort Hanušovce nad Topľou liegt im ehemaligen Komitat Sáros (siehe auch Liste der historischen Komitate Ungarns).

## Bevölkerung
| Jahr                | 1994   | 2004    | 2014    | 2024    |
| ------------------- | ------ | ------- | ------- | ------- |
| Anzahl der Personen | 73.492 | 77.591  | 80.508  | 79.395  |
| Unterschied         |        | +5,57 % | +3,75 % | −1,38 % |

| Jahr                | 2023   | 2024    |
| ------------------- | ------ | ------- |
| Anzahl der Personen | 79.295 | 79.395  |
| Unterschied         |        | +0,12 % |

## Städte
- Hanušovce nad Topľou
- Vranov nad Topľou (Vronau an der Töpl)

## Gemeinden
- Babie
- Banské
- Benkovce
- Bystré
- Cabov
- Čaklov
- Čičava
- Čierne nad Topľou
- Davidov
- Detrík
- Dlhé Klčovo
- Ďapalovce
- Ďurďoš
- Giglovce
- Girovce
- Hencovce
- Hermanovce nad Topľou (Hermannsdorf)
- Hlinné
- Holčíkovce
- Jasenovce
- Jastrabie nad Topľou
- Juskova Voľa
- Kamenná Poruba
- Kladzany
- Komárany
- Kučín
- Kvakovce
- Majerovce
- Malá Domaša
- Matiaška
- Medzianky
- Merník
- Michalok (Michalok)
- Nižný Hrabovec
- Nižný Hrušov
- Nižný Kručov
- Nová Kelča
- Ondavské Matiašovce
- Pavlovce
- Petkovce
- Petrovce
- Piskorovce
- Poša
- Prosačov
- Radvanovce
- Rafajovce
- Remeniny
- Rudlov
- Ruská Voľa
- Sačurov
- Sečovská Polianka
- Sedliská
- Skrabské
- Slovenská Kajňa
- Soľ
- Štefanovce
- Tovarné
- Tovarnianska Polianka
- Vavrinec
- Vechec
- Vlača
- Vyšný Kazimír
- Vyšný Žipov
- Zámutov
- Zlatník
- Žalobín

Das Bezirksamt ist in Vranov nad Topľou, eine Zweigstelle in Hanušovce nad Topľou.

## Kultur
In dem Artikel Denkmalgeschützte Objekte im Okres Vranov nad Topľou findet man Informationen über die vom slowakischen Denkmalamt geschützten Objekte im Okres.